# Maikro Romero
Maikro Eusebio Romero Esquivel (Guantánamo, 9 dicembre 1972) è un pugile cubano.
Ha vinto due medaglie olimpiche nel pugilato. In particolare ha conquistato una medaglia d'oro alle Olimpiadi di Atlanta 1996 nella categoria pesi mosca e una medaglia di bronzo alle Olimpiadi di Sydney 2000 nella categoria pesi mosca leggeri.
Inoltre ha conquistato una medaglia d'oro (1997) e una d'argento (1999) ai campionati mondiali di pugilato dilettanti, in entrambe le occasioni nella categoria pesi mosca leggeri.